# Charles de Tornaco
Charles Victor Raymond André Evance De Tornaco (Bruxelles, 7 giugno 1927 – Modena, 18 settembre 1953) è stato un pilota di Formula 1 belga, nato da una famiglia aristocratica alla quale appartenne anche un primo ministro.
Iniziò l'attività agonistica a 21 anni nel 1948 correndo la 24 ore di Spa assieme all'amico Jacques Swaters su una MG di sua proprietà. I due fondarono una scuderia, l'Ecurie Belgique, che due anni più tardi debuttò nelle corse internazionali con una Talbot-Lago; successivamente l'Automobile Club del Belgio li costrinse a cambiare nome alla scuderia, che divenne così l'Ecurie Francorchamps.
Nel 1952 la scuderia si iscrisse alla Formula 1, dove de Tornaco ottenne qualche buon piazzamento, come il settimo posto al Gran Premio del Belgio o il nono posto a Le Mans nel giugno 1953. Tre mesi dopo questa gara, il 18 settembre 1953, durante dei test in pista per il Gran Premio di Modena 1953, la sua Ferrari 500 sbandò, andò a sbattere e si capovolse. De Tornaco riportò diverse ferite e una frattura del cranio; il circuito dell'aerautodromo di Modena era privo di assistenza medica, quindi fu caricato su un'auto privata e trasportato verso l'ospedale di Modena, ma morì lungo il tragitto. Charles De Tornaco fu il primo pilota a perdere la vita in una prova di velocità a bordo di una Ferrari.

## Risultati in Formula 1

### Campionato mondiale di Formula 1
| 1952 | Scuderia             | Vettura     |  |  |   |  |  |  |     |    |  | Punti | Pos. |
| ---- | -------------------- | ----------- |  |  | - |  |  |  | --- | -- |  | ----- | ---- |
| 1952 | Ecurie Francorchamps | Ferrari 500 |  |  | 7 |  |  |  | Rit | NQ |  | 0     |      |

| 1953 | Scuderia             | Vettura     |  |  |  |    |  |  |  |  |  | Punti | Pos. |
| ---- | -------------------- | ----------- |  |  |  | -- |  |  |  |  |  | ----- | ---- |
| 1953 | Ecurie Francorchamps | Ferrari 500 |  |  |  | NP |  |  |  |  |  | 0     |      |

| Legenda | 1º posto     | 2º posto | 3º posto    | A punti         | Senza punti/Non class.  | Grassetto – Pole position Corsivo – Giro più veloce |
| Legenda | Squalificato | Ritirato | Non partito | Non qualificato | Solo prove/Terzo pilota | Grassetto – Pole position Corsivo – Giro più veloce |

### Gare extra campionato
| Anno | Partecipante         | Telaio           | Motore             | 1      | 2   | 3      | 4   | 5   | 6   | 7   | 8   | 9   | 10  | 11  | 12  | 13  | 14      | 15  | 16    | 17  | 18      | 19  | 20  | 21   | 22  | 23  | 24  | 25  | 26  | 27  | 28  | 29      | 30    | 31  | 32  | 33  | 34  | 35      | 36  | 37  | 38  | 39  |
| ---- | -------------------- | ---------------- | ------------------ | ------ | --- | ------ | --- | --- | --- | --- | --- | --- | --- | --- | --- | --- | ------- | --- | ----- | --- | ------- | --- | --- | ---- | --- | --- | --- | --- | --- | --- | --- | ------- | ----- | --- | --- | --- | --- | ------- | --- | --- | --- | --- |
| 1952 | Charles de Tornaco   | Talbot-Lago T26C | Talbot-Lago L6     | RIO    | SIR | VAL NC | RIC | LAV | PAU | IBS | MAR | AST | INT | ELÄ | NAP | EIF | PAR     | ALB |       |     |         |     |     |      |     |     |     |     |     |     |     |         |       |     |     |     |     |         |     |     |     |     |
| 1952 | Charles de Tornaco   | HWM 52           | Alta 2.0 L4        |        |     |        |     |     |     |     |     |     |     |     |     |     |         |     | FRO 5 | ULS |         |     |     |      |     |     |     |     |     |     |     |         |       |     |     |     |     |         |     |     |     |     |
| 1952 | Charles de Tornaco   | Ferrari 500 F2   | Ferrari 500 2.0 L4 |        |     |        |     |     |     |     |     |     |     |     |     |     |         |     |       |     | MNZ Rit | LAC | ESS | 'MAR | SAB | CAE | DMT | COM | NAT | BAU | MOD | CAD Rit | SKA   | MAD | AVU | JOE | NEW | RIO     |     |     |     |     |
| 1953 | Ecurie Francorchamps | Ferrari 500 F2   | Ferrari 500 2.0 L4 | SIR NC | PAU | LAV    | AST | BOR | INT | ELÄ | NAP | ULS | WIN | FRO | COR | EIF | ALB Rit | PRI | GRE   | ESS | MID     | ROU | STR | CRY  | AVU | USF | LAC | DRE | BRI | CHE | SAB | NEW     | CAD 5 | SAC | RED | SKA | LON | MOD DNS | MAD | BER | JOE | CUR |